# Sophie Arnould
Sophie Arnould, född 14 februari 1740 i Paris, död 22 oktober 1802 i Paris, var en fransk operasångerska (sopran).
Arnould var 1757–1778 anställd vid operan i Paris, där hon som dess firade primadonna bland annat framförde titelrollen i Glucks Ifigenia i Aulis. Hon var berömd för sin kvicka tunga och för sin skönhet och spiritualitet, och hennes salong var en eftersökt samlingsplats för bland annat upplysningsfilosoferna. Hennes memoarer utgavs av Lamothe-Langon (2 band 1837).